# Yann Vannienwenhove
Yann Vannienwenhove (né le 1er juin 1981 à Chamonix, dans le département de la Haute-Savoie) est un joueur français professionnel de hockey sur glace.

## Biographie
Yann Vannienwenhove fut le héros du Championnat du monde des moins de 20 ans de Division 1 en 2001. Lors du match crucial pour la montée face à l'Allemagne, alors que le score est de un partout, l'entraîneur français Bernard Combe décide de faire sortir son gardien pour le remplacer par un sixième joueur de champ. Vannienwenhove sera ce sixième homme et c'est lui qui trouvera la faille dans la défense de l'équipe allemande pour permettre à la France de remporter ce tournoi.

## Clubs Successifs
- Chamonix Hockey Club : de 1993 à 1994.
- Sporting HC Saint-Gervais : de 1994 à 2000 (équipes de jeunes).
- Les Aigles de Saint-Gervais : de 1998 à 2000 (équipes séniors).
- Les Jets de Viry : 2000-2001 (juniors et séniors).
- Les Aigles de Saint Gervais : 2001-2002 (juniors et séniors).
- Les Ducs d'Angers : 2002-2003.
- Les Chamois de Chamonix : 2003-2004.
- Les Taureaux de Feu de Limoges : 2004-2005.
- Les Anges du Vésinet : 2005-2006.
- Les Taureaux de Feu de Limoges : d'août à octobre 2006.
- Boxers de Bordeaux : 2007/2008
- Galaxians d'Amnéville : 2008/2009
- Graoully de Metz : 2009-2012

## Palmarès
- 1993-1994 :

- Vice-champion de la Ligue des Alpes Benjamins.
- 1997-1998 :

- Vice-champion de la Ligue des Alpes Cadets.
- 3e du Championnat de France Cadets.
- 1998-1999 :

- Champion de la Ligue des Alpes Juniors.
- Champion de France Juniors.
- 1999-2000 :

- 4e du Championnat de France Juniors.
- 3e Championnat du Monde Groupe B des Moins de 20 Ans.
- 2000-2001 :

- Champion de France Juniors.
- Quart de finaliste du Championnat de France Elite.
- Champion du monde Division 1 des moins de 20 ans
- 2003-2004 :

- 4e du Championnat de France de Division 1.
- 2009-2010 :

- 3e du Championnat de France de Division 3

## En équipe nationale
- 1999 : Championnats du Monde des Moins de 18 Ans, Groupe B : 5 Matchs, 3 Buts, 3 Assistances.
- 2000 : Championnats du Monde des Moins de 20 Ans, Groupe B : 5 Matchs, 1 But.
- 2001 : Championnats du Monde des Moins de 20 Ans, Division 1 : 5 Matchs, 2 Buts.

## Statistiques
| Saison    | Équipe                         | Ligue      |    | Saison régulière | Saison régulière | Saison régulière | Saison régulière | Saison régulière |   | Séries éliminatoires | Séries éliminatoires | Séries éliminatoires | Séries éliminatoires | Séries éliminatoires |
| Saison    | Équipe                         | Ligue      | PJ | B                | A                | Pts              | Pun              | PJ               | B | A                    | Pts                  | Pun                  |                      |                      |
| 1998-1999 | Les Aigles de Saint-Gervais    | Division 1 | -  | -                | -                | -                | -                | -                | - | -                    | -                    | -                    |                      |                      |
| 1999-2000 | Les Aigles de Saint-Gervais    | Division 1 | -  | -                | -                | -                | -                | -                | - | -                    | -                    | -                    |                      |                      |
| 2000-2001 | Les Jets de Viry               | Élite      | -  | 4                | 4                | 8                | 0                | -                | - | -                    | -                    | -                    |                      |                      |
| 2001-2002 | Les Aigles de Saint-Gervais    | Division 1 | -  | 6                | 11               | 17               | 0                | -                | - | -                    | -                    | -                    |                      |                      |
| 2002-2003 | Les Ducs d'Angers              | Elite      | 22 | 1                | 4                | 5                | 20               | -                | - | -                    | -                    | -                    |                      |                      |
| 2003-2004 | Les Chamois de Chamonix        | Division 1 | 21 | 6                | 5                | 11               | 10               | -                | - | -                    | -                    | -                    |                      |                      |
| 2004-2005 | Les Taureaux de Feu de Limoges | Division 1 | 23 | 7                | 9                | 16               | 72               | -                | - | -                    | -                    | -                    |                      |                      |
| 2005-2006 | Les Anges du Vésinet           | Division 1 | 27 | 19               | 13               | 32               | 20               | -                | - | -                    | -                    | -                    |                      |                      |
| 2006-2007 | Les Taureaux de Feu de Limoges | Division 1 | 3  | 1                | 1                | 2                | 6                | -                | - | -                    | -                    | -                    |                      |                      |
| 2006-2007 | Boxers de Bordeaux             | Division 1 | 7  | 3                | 2                | 5                | 8                | -                | - | -                    | -                    | -                    |                      |                      |
| 2007-2008 | Boxers de Bordeaux             | Division 1 | 26 | 9                | 13               | 22               | 16               | 2                | 0 | 0                    | 0                    | 0                    |                      |                      |
| 2008-2009 | Galaxians d’Amnéville          | Division 1 | 16 | 3                | 9                | 12               | 28               |                  |   |                      |                      |                      |                      |                      |
| 2009-2010 | Graoully de Metz               | Division 3 | 15 | 11               | 19               | 30               | 16               | 3                | 2 | 1                    | 3                    | 6                    |                      |                      |
| 2010-2011 | Graoully de Metz               | Division 3 | 10 | 5                | 9                | 14               | 24               | 6                | 4 | 6                    | 10                   | 10                   |                      |                      |
| 2011-2012 | Graoully de Metz               | Division 2 | 5  | 0                | 3                | 3                | 2                |                  |   |                      |                      |                      |                      |                      |